# N-idrossi-2-acetamidofluorene reduttasi
La N-idrossi-2-acetamidofluorene reduttasi è un enzima appartenente alla classe delle ossidoreduttasi, che catalizza la seguente reazione:
2-acetamidofluorene + NAD(P)+ + H2O ⇄ N-idrossi-2-acetamidofluorene + NAD(P)H + H+
L'enzima agisce anche, più lentamente, su N-idrossi-4-acetamidobifenile.